# خووپه
خووپه (به لهستانی:  Chłopy) یک منطقهٔ مسکونی در لهستان است که در گمینا میلنو واقع شده‌است. خووپه ۲۲۳ نفر جمعیت دارد.